# Ouera (recipient)

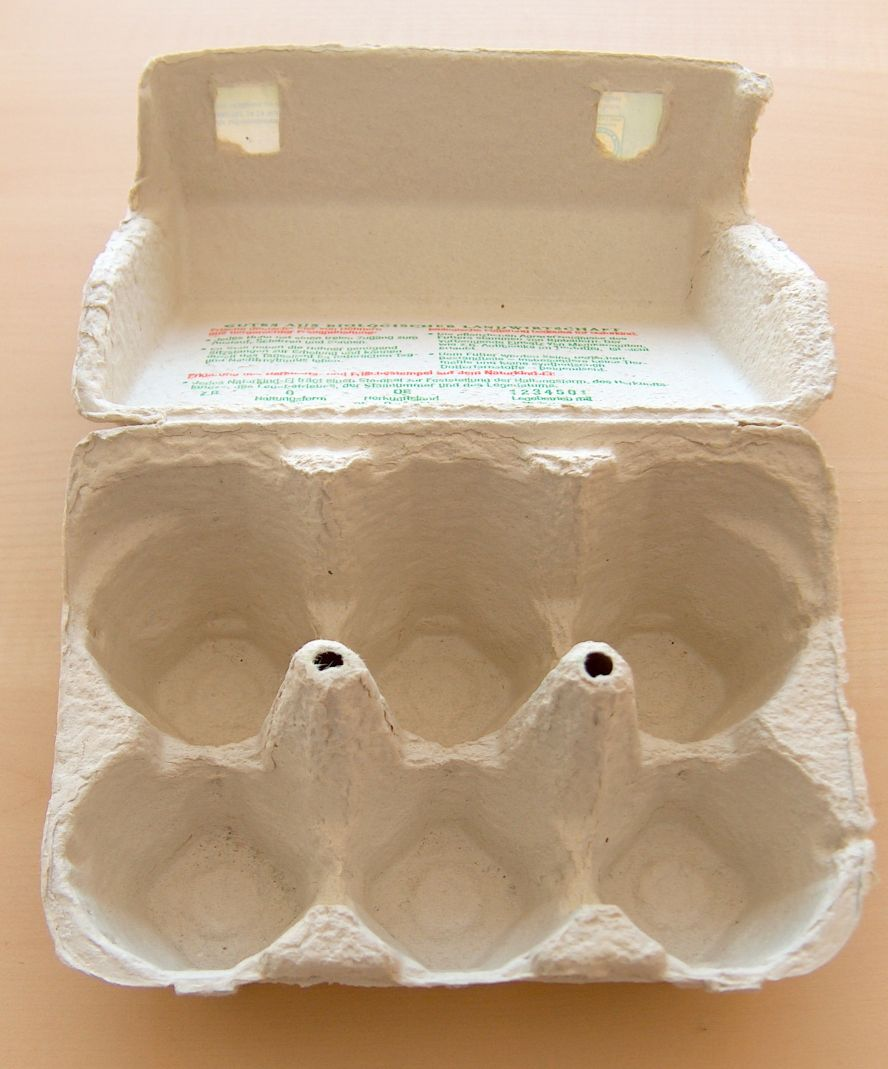
Ouera de mitja dotzena de cartró.

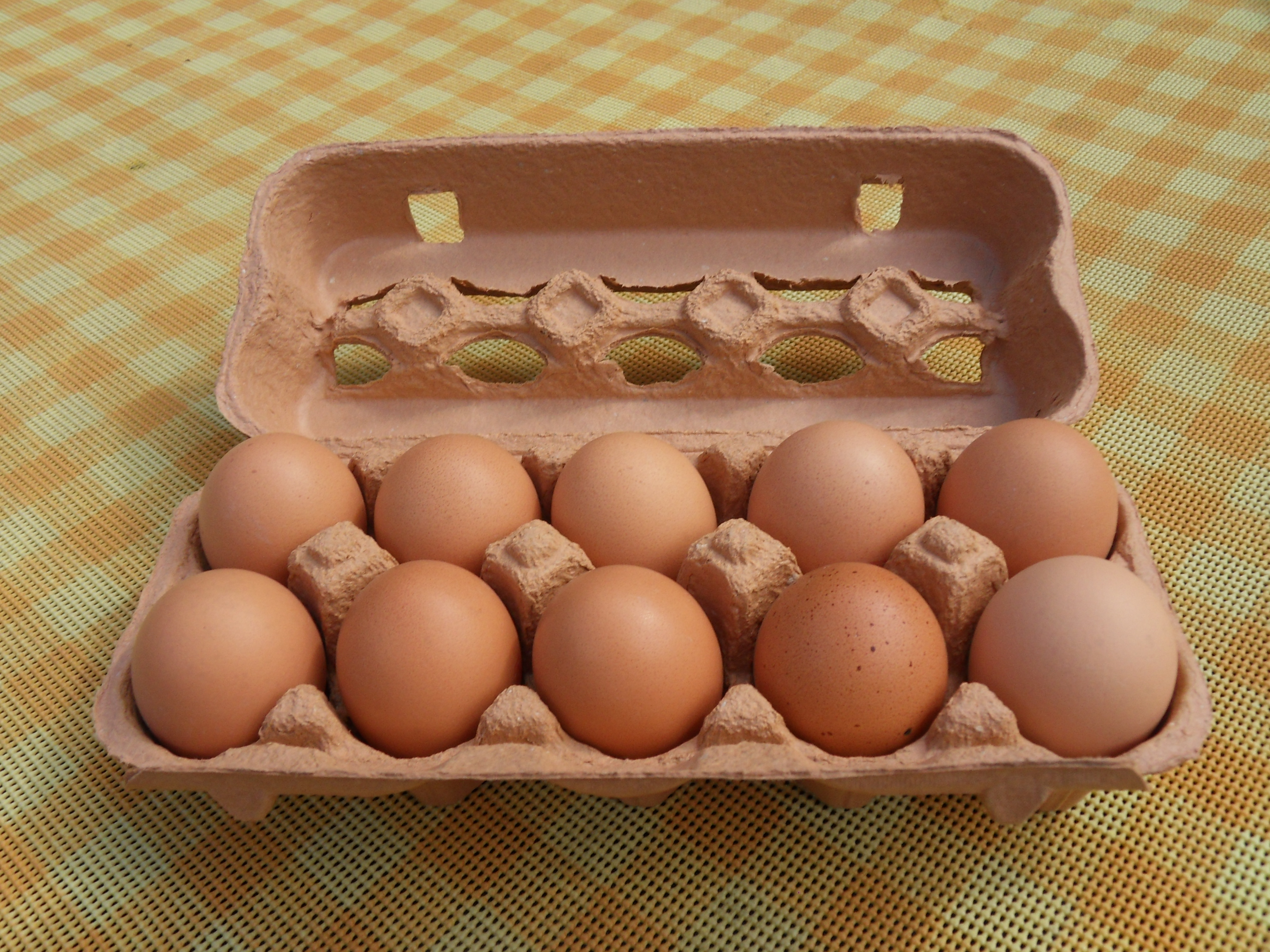
Ouera amb ous

|  | Per a altres significats, vegeu «Ouera». |

L'ouera és un recipient encarregat de mantenir els ous en un espai sense que es moguin, de vegades elaborades amb coixinets d'escuma (poliestirè) i en la majoria de les vegades es presenta amb cartró ondulat (elaborat amb tècniques de paper maixé). És una estructura dissenyada per transportar ous perquè pugui absorbir certa quantitat d'energia en un possible impacte i que la closca d'ou no es vegi afectada pel transport.

## Història
L'ouera de cartró va ser inventada l'any 1911 per Joseph Coyle de Smithers, BC.

## Orígens
Abans de la seva invenció, els ous es portaven en cistelles d'ous. El 1906, Thomas Peter Bethell de Liverpool va inventar un antecessor a la moderna caixa d'ous i la va comercialitzar com a Raylite Egg Box. Va crear marcs de tires de cartró entrellaçades, i va embalar aquests marcs en caixes de cartró o de fusta per al seu transport per carretera o ferrocarril.
El 1911, l'editor del diari Joseph Coyle, de Smithers, a la Colúmbia Britànica, va inventar el cartró de d'ous, per resoldre una disputa entre un pagès local i propietari d'hotel a Aldermere, prop de l'actualitat de Telkwa, a la Colúmbia Britànica, per sobre dels ous del pagès. lliurat trencat.
El 1921, Morris Koppelman va patentar una versió més moderna del cartró d'ous. El 1969, United Industrial Syndicate (UIS) a Maine (una divisió de The Portland Company) va patentar la moderna caixa d'ous. Els tres inventors que figuren en l'arxiu són Walter H. Howarth, Gerald A. Snow i Harold A. Doughty.
A diferència de molts productes, les marques comercials i els anuncis per a marques d'ous se solen imprimir en el mateix envàs d'aliments en lloc d'un envàs separat (com en els cereals d'esmorzar). Aquest envàs distintiu d'una sola capa distingeix entre els cartrons d'ous de diferents productors o nivells de qualitat de la plataforma minorista.

## Mides
Els cartrons d'ous estàndard tenen cabuda per a 12 ous, però poden arribar a tenir diverses mides, amb capacitat d'entre tres i 24 ous. Les safates s'utilitzen generalment per emmagatzemar ous frescos a les granges o als mercats de pagesos. Les safates d'ous de plàstic també utilitzen els processadors d'ous per rentar i desinfectar els ous. Per protegir els ous s'utilitza una funda de cartró o safates addicionals quan s'utilitza un format de safata.